# Asylum Street Spankers
Asylum Street Spankers – zespół powstał w 1994 r. w Dabbs Hotel w Austin. Gitarzysta akustycznego bluesa Teksańczyk Guy Forsyth, wokalistka i gitarzystka Christina Marrs oraz nowojorczyk, syn śpiewaka operowego, wokalista grający też na harmonijce i tarze o pseudonimie Wammo, po dokooptowaniu kilku muzyków o aktorskich umiejętnościach, przyjęli nazwę dawnej nazwy ulicy w Austin, dodając do niej słowo „spankers” (w slangu – muzyk biegle posługujący się instrumentem). 
Do 2004 r. na koncertach nie używali wzmacniaczy i mikrofonów, by uzyskać efekt najbardziej zbliżony do tego z okresu początków wiejskiego i klasycznego bluesa i jug bandów, których repertuar sobie upodobali.
Od 1999 r. posiadają własną wytwórnię płytową Sparks-a-Lot.

## Obecny skład zespołu
- Christina Marrs
- Wammo
- Scott Marcus
- Nevada Newman
- Josh Hoag
- Charlie King

## Inni członkowie zespołu
- Pops Bayless
- Korey Simeone
- Guy Forsyth
- Stanley Smith
- Reese Gray
- Mysterious John Dodson
- Col. Josh Arnson
- Leroy Biller
- Kevin Smith
- Adam "Tiny" Booker
- "Salty" John Salmon
- Jimmie Dean
- Eamon McLaughlin
- Charlie Rose
- Brent Martins
- Olivier Giraud
- Mike Henry
- Paul Schlichting
- Django Porter
- Garreth Broesche
- Matt Weiner
- Billy Horton
- Mark Rubin
- PB Shane
- Sick
- Jonathan Doyle

## Albumy
- Spanks for the Memories
- Live
- Lowriders on the Storm (Wammo)
- Nasty Novelties
- Dirty Ditties
- In the Land of Dreams (Stanley Smith)
- Faster Than the Speed of Suck (Wammo)
- Hot Lunch
- Spanker Madness
- A Christmas Spanking
- "Stinkin'"/"Goodbye Cousin Early"
- My Favorite Record
- Why Do It Right? (Nevada Newman)
- Strawberry (koncertowy)
- Mercurial
- Pussycat
- Mommy Says No!

## Video
- Sideshow Fez (DVD)
- Re-Assembly (2005) (DVD)
- Stick Magnetic Ribbons on Your SUV